# Mato Jajalo
Mato Jajalo (Jajce, 25 maggio 1988) è un ex calciatore bosniaco con cittadinanza croata, di ruolo centrocampista.

## Biografia
Da bambino fugge dalla guerra in Jugoslavia (Bosnia) trasferendosi in Germania con la famiglia. Nel 2016 abbandona la nazionalità croata e prende quella bosniaca. Ciò gli ha consentito anche di cambiare la maglia della nazionale dal momento che non ha mai disputato incontri ufficiali con la nazionale maggiore croata, ad eccezione di due amichevoli, non ritenute dalla FIFA influenti sul passaggio di nazionalità.

## Caratteristiche tecniche
È un regista molto duttile, dotato di buon temperamento e personalità, forte fisicamente, tatticamente disciplinato, aggressivo, ambidestro, che può giocare all'occorrenza come trequartista ed è dotato di un'ottima tecnica individuale. Possiede un buon tiro dalla lunga distanza (che è anche potente), inoltre è abile nel recuperare i palloni nella zona mediana.

## Carriera

### Club

#### Slaven Belupo e Siena
Cresciuto nelle file dello Slaven Belupo, ha esordito in prima squadra nella stagione 2007–2008. Il 1º giugno 2009 è stato acquistato dal Siena, con il quale ha firmato un contratto quinquennale con scadenza 30 giugno 2014. Con i bianconeri ha collezionato 25 presenze, senza realizzare alcuna rete. Coi tecnici Baroni e Malesani gioca da esterno alto e da mezzala.

#### Colonia, il prestito al Sarajevo e Rijeka
Il 2 luglio 2010 è stato ceduto in prestito al Colonia. Con il tecnico Zvonimir Soldo gioca da interno di centrocampo e da trequartista. Il 22 giugno 2011 viene riscattato dal Colonia per una cifra di circa 2,5 milioni. Con questa maglia rimarrà fino al gennaio 2014, quando è stato ceduto in Bosnia al Sarajevo.
Tornato al Colonia in estate, viene subito ceduto al Rjeka, società calcistica di Fiume. Durante il ritiro invernale del Rijeka, in rotta con il suo club, abbandona l'albergo in cui alloggiava la squadra che di lì a poco annuncia che il giocatore è da considerarsi fuori rosa, provvedimento seguito dalla rescissione del contratto che comporta il pagamento delle tasse per la risoluzione anticipata da parte di Jajalo.

#### Ritorno in Italia: Palermo
Il 28 gennaio 2015, nella sessione invernale di mercato, passa da svincolato al Palermo, facendo ritorno in Serie A dopo quasi cinque anni. Esordisce in maglia rosanero alla prima partita utile del girone di ritorno, il 1º febbraio, giocando da titolare in Palermo-Verona (2-1); esce al 70' per fare spazio ad Andrea Belotti.
Il 24 maggio segna il suo primo gol con i siciliani e in massima categoria, in casa allo Stadio Renzo Barbera, contro la Fiorentina, partita però terminata successivamente a sfavore (2-3). Con 147 presenze complessive è lo straniero più presente nella storia del club siciliano.

#### Udinese
L’11 giugno 2019 viene ufficializzato da parte dell'Udinese l’acquisto del giocatore bosniaco, con cui firma un contratto fino al giugno 2022.

#### Venezia
Il 10 gennaio 2023 viene ceduto a titolo definitivo al Venezia. 
Dopo aver collezionato con il Venezia 22 presenze e zero reti, il 29 agosto 2024 rescinde ufficialmente il proprio contratto con il club veneto.

### Nazionale
Ha rappresentato la selezione croata in vari livelli giovanili e ha disputato due amichevoli con la nazionale croata. Dal 2007 al 2010 ha militato nella nazionale Under-21 croata, venendo eletto anche come capitano. Nel luglio 2016 dopo un colloquio con il CT Mehmed Baždarević, ha scelto di rappresentare la Bosnia, suo paese di nascita. Nel settembre seguente viene convocato per la prima volta in nazionale, per le gare di qualificazione al mondiale 2018, 7-10 ottobre, contro Belgio e Cipro.
Fa il suo esordio nella nazionale bosniaca, il 7 ottobre seguente, giocando da titolare nella partita persa in trasferta per 4-0 contro il Belgio.

## Statistiche

### Presenze e reti nei club
Statistiche aggiornate al 1º luglio 2024.
| Stagione             | Squadra              | Campionato           | Campionato | Campionato | Coppe nazionali | Coppe nazionali | Coppe nazionali | Coppe continentali | Coppe continentali | Coppe continentali | Altre coppe | Altre coppe | Altre coppe | Totale | Totale |
| Stagione             | Squadra              | Comp                 | Pres       | Reti       | Comp            | Pres            | Reti            | Comp               | Pres               | Reti               | Comp        | Pres        | Reti        | Pres   | Reti   |
| -------------------- | -------------------- | -------------------- | ---------- | ---------- | --------------- | --------------- | --------------- | ------------------ | ------------------ | ------------------ | ----------- | ----------- | ----------- | ------ | ------ |
| 2007-2008            | Slaven Belupo        | 1.HNL                | 31         | 4          | CC              | 0               | 0               | CU                 | 2                  | 0                  | -           | -           | -           | 33     | 4      |
| 2008-2009            | Slaven Belupo        | 1.HNL                | 32         | 5          | CC              | 0               | 0               | CU                 | 4                  | 0                  | -           | -           | -           | 36     | 5      |
| Totale Slovan Belupo | Totale Slovan Belupo | Totale Slovan Belupo | 63         | 9          |                 | 0               | 0               |                    | 6                  | 0                  |             | -           | -           | 69     | 9      |
| 2009-2010            | Siena                | A                    | 25         | 0          | CI              | 1               | 0               | -                  | -                  | -                  | -           | -           | -           | 26     | 0      |
| 2010-2011            | Colonia              | BL                   | 30         | 2          | CG              | 3               | 0               | -                  | -                  | -                  | -           | -           | -           | 33     | 2      |
| 2011-2012            | Colonia              | BL                   | 31         | 3          | CG              | 2               | 2               | -                  | -                  | -                  | -           | -           | -           | 33     | 5      |
| 2012-2013            | Colonia              | ZL                   | 24         | 0          | CG              | 2               | 0               | -                  | -                  | -                  | -           | -           | -           | 26     | 0      |
| 2013-gen. 2014       | Colonia              | ZL                   | 5          | 0          | CG              | 1               | 0               | -                  | -                  | -                  | -           | -           | -           | 6      | 0      |
| Totale Colonia       | Totale Colonia       | Totale Colonia       | 90         | 5          |                 | 8               | 2               |                    | -                  | -                  |             | -           | -           | 98     | 7      |
| gen.-giu. 2014       | Sarajevo             | PL                   | 9          | 0          | CB              | 6               | 1               | UEL                | 0                  | 0                  | -           | -           | -           | 15     | 1      |
| 2014-gen. 2015       | Rijeka               | 1.HNL                | 18         | 1          | CC              | 2               | 1               | UEL                | 12                 | 0                  | SC          | 1           | 0           | 33     | 2      |
| gen.-giu. 2015       | Palermo              | A                    | 16         | 1          | CI              | 0               | 0               | -                  | -                  | -                  | -           | -           | -           | 16     | 1      |
| 2015-2016            | Palermo              | A                    | 28         | 0          | CI              | 1               | 0               | -                  | -                  | -                  | -           | -           | -           | 29     | 0      |
| 2016-2017            | Palermo              | A                    | 26         | 1          | CI              | 0               | 0               | -                  | -                  | -                  | -           | -           | -           | 26     | 1      |
| 2017-2018            | Palermo              | B                    | 35+4       | 1          | CI              | 2               | 0               | -                  | -                  | -                  | -           | -           | -           | 41     | 1      |
| 2018-2019            | Palermo              | B                    | 33         | 3          | CI              | 2               | 0               | -                  | -                  | -                  | -           | -           | -           | 35     | 3      |
| Totale Palermo       | Totale Palermo       | Totale Palermo       | 138+4      | 6          |                 | 5               | 0               |                    | -                  | -                  |             | -           | -           | 147    | 6      |
| 2019-2020            | Udinese              | A                    | 26         | 0          | CI              | 2               | 0               | -                  | -                  | -                  | -           | -           | -           | 28     | 0      |
| 2020-2021            | Udinese              | A                    | 1          | 0          | CI              | 1               | 0               | -                  | -                  | -                  | -           | -           | -           | 2      | 0      |
| 2021-2022            | Udinese              | A                    | 22         | 0          | CI              | 2               | 0               | -                  | -                  | -                  | -           | -           | -           | 24     | 0      |
| 2022-gen. 2023       | Udinese              | A                    | 3          | 0          | CI              | 1               | 0               | -                  | -                  | -                  | -           | -           | -           | 4      | 0      |
| Totale Udinese       | Totale Udinese       | Totale Udinese       | 52         | 0          |                 | 6               | 0               |                    | -                  | -                  |             | -           | -           | 58     | 0      |
| gen.-giu. 2023       | Venezia              | B                    | 7          | 0          | CI              | 0               | 0               | -                  | -                  | -                  | -           | -           | -           | 7      | 0      |
| 2023-2024            | Venezia              | B                    | 14+1       | 0          | CI              | 0               | 0               | -                  | -                  | -                  | -           | -           | -           | 15     | 0      |
| ago. 2024            | Venezia              | A                    | 0          | 0          | CI              | 0               | 0               | -                  | -                  | -                  | -           | -           | -           | 0      | 0      |
| Totale Venezia       | Totale Venezia       | Totale Venezia       | 21+1       | 0          |                 | 0               | 0               |                    | -                  | -                  |             | -           | -           | 22     | 0      |
| Totale carriera      | Totale carriera      | Totale carriera      | 421        | 21         |                 | 28              | 4               |                    | 18                 | 0                  |             | 1           | 0           | 468    | 25     |

### Cronologia presenze e reti in nazionale
| Cronologia completa delle presenze e delle reti in nazionale ― Bosnia ed Erzegovina | Cronologia completa delle presenze e delle reti in nazionale ― Bosnia ed Erzegovina | Cronologia completa delle presenze e delle reti in nazionale ― Bosnia ed Erzegovina | Cronologia completa delle presenze e delle reti in nazionale ― Bosnia ed Erzegovina | Cronologia completa delle presenze e delle reti in nazionale ― Bosnia ed Erzegovina | Cronologia completa delle presenze e delle reti in nazionale ― Bosnia ed Erzegovina | Cronologia completa delle presenze e delle reti in nazionale ― Bosnia ed Erzegovina | Cronologia completa delle presenze e delle reti in nazionale ― Bosnia ed Erzegovina |
| Data                                                                                | Città                                                                               | In casa                                                                             | Risultato                                                                           | Ospiti                                                                              | Competizione                                                                        | Reti                                                                                | Note                                                                                |
| ----------------------------------------------------------------------------------- | ----------------------------------------------------------------------------------- | ----------------------------------------------------------------------------------- | ----------------------------------------------------------------------------------- | ----------------------------------------------------------------------------------- | ----------------------------------------------------------------------------------- | ----------------------------------------------------------------------------------- | ----------------------------------------------------------------------------------- |
| 7-10-2016                                                                           | Bruxelles                                                                           | Belgio                                                                              | 4 – 0                                                                               | Bosnia ed Erzegovina                                                                | Qual. Mondiali 2018                                                                 | -                                                                                   | 30’ 73’                                                                             |
| 13-11-2016                                                                          | Atene                                                                               | Grecia                                                                              | 1 – 1                                                                               | Bosnia ed Erzegovina                                                                | Qual. Mondiali 2018                                                                 | -                                                                                   | 90+3’                                                                               |
| 28-3-2017                                                                           | Elbasan                                                                             | Albania                                                                             | 1 – 2                                                                               | Bosnia ed Erzegovina                                                                | Amichevole                                                                          | -                                                                                   | 71’                                                                                 |
| 9-6-2017                                                                            | Zenica                                                                              | Bosnia ed Erzegovina                                                                | 0 – 0                                                                               | Grecia                                                                              | Qual. Mondiali 2018                                                                 | -                                                                                   | 65’                                                                                 |
| 31-8-2017                                                                           | Nicosia                                                                             | Cipro                                                                               | 3 – 2                                                                               | Bosnia ed Erzegovina                                                                | Qual. Mondiali 2018                                                                 | -                                                                                   | 75’                                                                                 |
| 3-9-2017                                                                            | Faro                                                                                | Gibilterra                                                                          | 0 – 4                                                                               | Bosnia ed Erzegovina                                                                | Qual. Mondiali 2018                                                                 | -                                                                                   |                                                                                     |
| 7-10-2017                                                                           | Sarajevo                                                                            | Bosnia ed Erzegovina                                                                | 3 – 4                                                                               | Belgio                                                                              | Qual. Mondiali 2018                                                                 | -                                                                                   | 62’                                                                                 |
| 12-10-2019                                                                          | Zenica                                                                              | Bosnia ed Erzegovina                                                                | 4 – 1                                                                               | Finlandia                                                                           | Qual. Euro 2020                                                                     | -                                                                                   | 76’                                                                                 |
| 15-10-2019                                                                          | Atene                                                                               | Grecia                                                                              | 2 – 1                                                                               | Bosnia ed Erzegovina                                                                | Qual. Euro 2020                                                                     | -                                                                                   | 46’                                                                                 |
| 15-11-2019                                                                          | Zenica                                                                              | Bosnia ed Erzegovina                                                                | 0 – 3                                                                               | Italia                                                                              | Qual. Euro 2020                                                                     | -                                                                                   | 77’                                                                                 |
| 18-11-2019                                                                          | Vaduz                                                                               | Liechtenstein                                                                       | 0 – 3                                                                               | Bosnia ed Erzegovina                                                                | Qual. Euro 2020                                                                     | -                                                                                   |                                                                                     |
| Totale                                                                              |                                                                                     | Presenze                                                                            | 11                                                                                  |                                                                                     | Reti                                                                                | 0                                                                                   |                                                                                     |

| Cronologia completa delle presenze e delle reti in nazionale ― Croazia | Cronologia completa delle presenze e delle reti in nazionale ― Croazia | Cronologia completa delle presenze e delle reti in nazionale ― Croazia | Cronologia completa delle presenze e delle reti in nazionale ― Croazia | Cronologia completa delle presenze e delle reti in nazionale ― Croazia | Cronologia completa delle presenze e delle reti in nazionale ― Croazia | Cronologia completa delle presenze e delle reti in nazionale ― Croazia | Cronologia completa delle presenze e delle reti in nazionale ― Croazia |
| Data                                                                   | Città                                                                  | In casa                                                                | Risultato                                                              | Ospiti                                                                 | Competizione                                                           | Reti                                                                   | Note                                                                   |
| ---------------------------------------------------------------------- | ---------------------------------------------------------------------- | ---------------------------------------------------------------------- | ---------------------------------------------------------------------- | ---------------------------------------------------------------------- | ---------------------------------------------------------------------- | ---------------------------------------------------------------------- | ---------------------------------------------------------------------- |
| 12-11-2014                                                             | Londra                                                                 | Argentina                                                              | 2 – 1                                                                  | Croazia                                                                | Amichevole                                                             | -                                                                      | 65’                                                                    |
| 7-6-2015                                                               | Varaždin                                                               | Croazia                                                                | 4 – 0                                                                  | Gibilterra                                                             | Amichevole                                                             | -                                                                      | 65’                                                                    |
| Totale                                                                 |                                                                        | Presenze                                                               | 2                                                                      |                                                                        | Reti                                                                   | 0                                                                      |                                                                        |

## Palmarès

### Club

#### Competizioni nazionali
- Coppa di Bosnia ed Erzegovina: 1

Sarajevo: 2013-2014
- Supercoppa di Croazia: 1

Rijeka: 2014